# Municipalidad Provincial de Trujillo
La Municipalidad Provincial de Trujillo es una municipalidad provincial del Perú, ubicada dentro del Departamento de La Libertad.

## Concejo Provincial
El Concejo Provincial de Trujillo está integrado por el alcalde de Trujillo y 15 regidores.
- El alcalde de Trujillo - Cesar Arturo Fernandez Bazan  (2023 - 2026)[3]

### Regidores
- Mario Colberth Reyna Rodríguez
- Eiby Yassir Guibert Chavez
- Blanca Rosa Díaz Pretell
- Christian Javier Lujan Pajares
- Jorge Luis Tam Chavez
- Mayra Lucia Campos Pinedo
- Melvin Cosme Valderrama Burgos
- Susy Plasencia Alva
- Giancarlo Toribio Castro
- Jorge Jhoel Vasquez Tirado
- Sandra Ivonne Trujillo Marreros
- Andres Eleuterio Sanchez Esquivel
- Juan Dolores Namoc Medina
- Yhajaira Mirella Zegarra Diaz
- Luis Miguel Gonzalez Rosell